# Lo que he visto en la Rusia soviética
Lo que he visto en la Rusa Soviética (Quello che ho visto nella Russia Soviética en el original) es una novela, también llamada "documento objetivo", escrita por el italiano Humberto Novile.  Por momentos el relato se vuelve pro-socialista. El autor vivió desde 1926 hasta 1936 en la URSS, trabajando en un proyecto de construcción de dirigibles conocido como Dirigiablestroi. Durante esos años se sucedieron grandes transformaciones a nivel social, político y económico en el país.

## Capítulos
En los distintos capítulos del libro se analizan, desde una mirada particular, aspectos decisivos del régimen socialista, como la familia, los salarios, la religión, la propiedad, el trabajo, entre otros, como así también se realizan agudas observaciones sobre la vida cultural: las costumbres y modalidades, la opinión pública, etc. El libro también tiene una parte en la que se muestran todas las cartas tal como fueron enviadas por Humberto Novile, su hija y sus sirvientas a Italia.